# Arthur Avenue

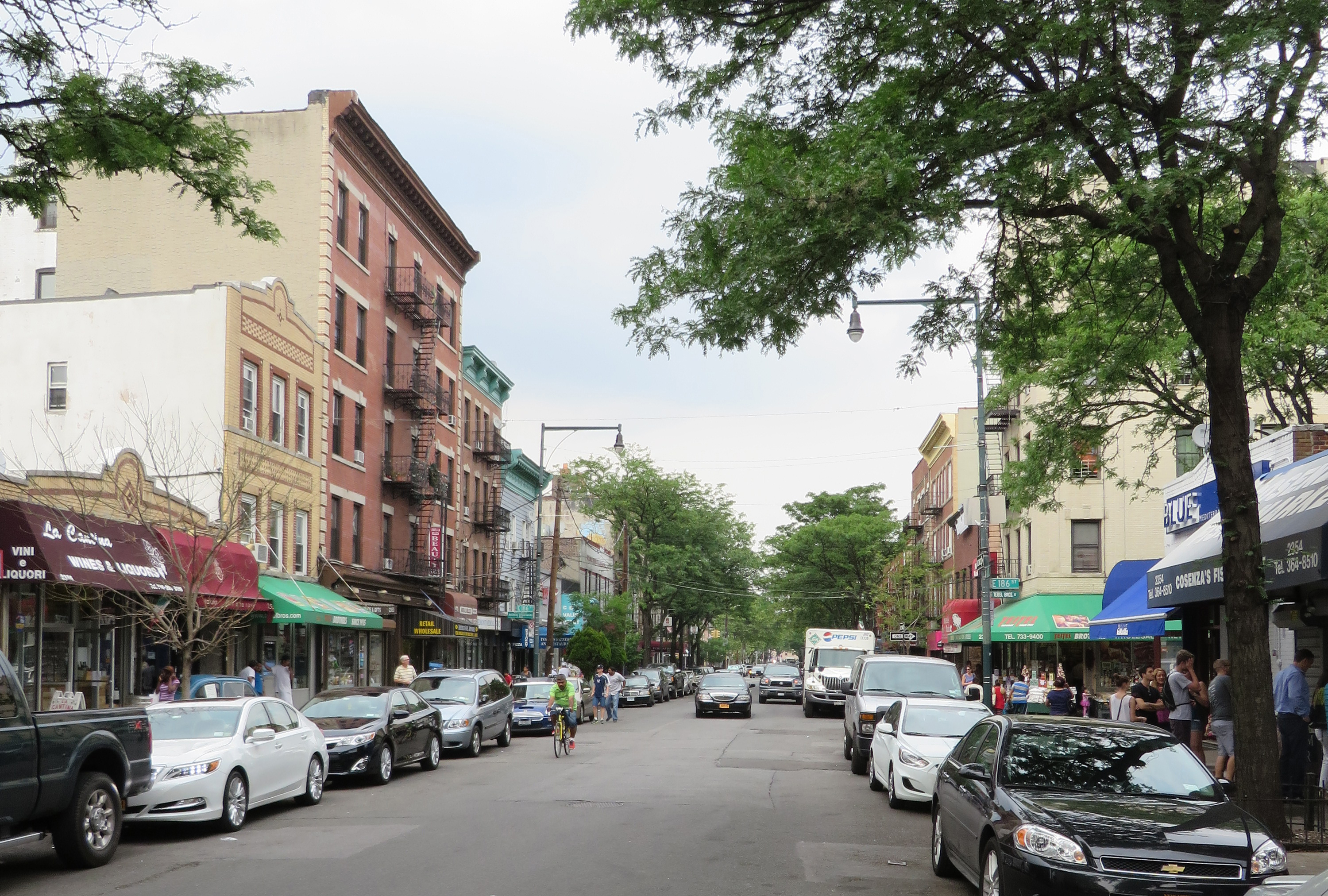
Arthur Avenue nel 2014

Arthur Avenue è una strada della sezione di Belmont nel Bronx a New York (Stati Uniti).
Una volta era il cuore della Little Italy del Bronx, con cui ci si riferiva all'area che va da Arthur Avenue a 187th Street (187ª strada).
Sebbene il centro storico e commerciale di Little Italy sia Arthur Avenue, in sé l'area si allunga lungo la 187° strada da Arthur Avenue a Prospect Avenue ed è fiancheggiata da attività commerciali di gastronomia e altre tipologie di negozi italiani nonché dal caratteristico "Arthur Avenue Retail Market", mercato al dettaglio di prodotti alimentari al coperto.
A differenza della Little Italy del vicino quartiere di Manhattan che è per lo più una zona turistica, quella del Bronx è considerata la vera Little Italy a causa dell'eredità degli immigrati italiani che risale all'inizio degli anni cinquanta.
Arthur Avenue e Morris Park sono viste come tra le principali comunità italoamericane del Bronx, anche se ve ne sono altre nei quartieri della classe media e della classe alta di Schuylerville e Country Club.
La strada in sé è chiamata così in onore del presidente statunitense Chester A. Arthur.

## Cultura di massa
- A Bronx Tale : film del 1993, diretto ed interpretato da Robert De Niro
- Il video musicale di Lady Gaga "Eh, Eh (Nothing Else I Can Say)" è girato nei pressi e lungo Arthur Avenue